# Chinezen in Korea
De groep Chinezen in Korea bestaat niet uitsluitend uit Han-Chinezen; een deel van hen is etnisch Koreaans. In 2009 waren er 624.994 Chinezen in Zuid-Korea en 10.000 in Noord-Korea.
De meesten hebben hun jiaxiang in Shandong en andere Oost-Chinese kustprovincies. Meer dan de helft van de 1,1 miljoen buitenlanders in Zuid-Korea hebben de nationaliteit van Volksrepubliek China. 71% van deze Chinezen zijn etnisch Koreaans.

## Geschiedenis
De eerste Chinese migranten in Korea kwamen aan in de 13e eeuw. Dit was een zeer klein gemeenschap. Eind 19e eeuw kwamen werd de gemeenschap groter door de komst van een nieuwe stroom Chinese migranten. 90% van hen kwam uit de provincie Shandong. Dat was zeer opmerkelijk. Omdat andere landen vooral Chinese migranten uit de Zuid- en Oost-Chinese kust provincies had. In 1901 werd de eerste Chinese school, Joseon Hwagyobasisschool, gesticht in Incheon. 
Tijdens de Japanse bezetting van Korea was het aantal Chinese Koreanen gestegen tot 12.000. De migranten stichten Chinese scholen in Seoul (1910), Busan (1912), Sinuiju (1915), Nampho (1919) en in Wŏnsan (1923) voor hun kinderen, zodat zij onderwijs in Chinese taal en cultuur konden krijgen. Aan het einde van de Tweede Wereldoorlog daalde het aantal Chinese migranten. Bij de Koreaoorlog vluchtten ook een deel van de migranten naar andere landen.
In de jaren zestig van de 20e eeuw verlieten vele Chinese Koreanen Zuid-Korea, vanwege Anti-Chinese maatregelen van de Zuid-Koreaanse overheid onder Park Chung Hee. Ze kwamen vooral aan in Republiek China (Taiwan) en Los Angeles. Ook ging een deel terug naar hun jiaxiang in Volksrepubliek China. Eind jaren tachtig van de 20e eeuw begon een nieuwe stroom Chinese migranten Zuid-Korea binnen te komen, waardoor het huidige aantal is gegroeid tot ongeveer 625.000 in 2009.

## Bekende Koreanen van Chinese afkomst
- Amber Liu, lid van de meisjespopgroep F(x)
- Ha Hee-ra, actrice en vrouw van acteur Choi Soo Jong
- Han Geng, lid van de jongenspopgroep Super Junior
- Hu In-jeong, volleybalspeler
- Ju Hyun-mi,
- Meng Jia, lid van de meisjespopgroep Miss A
- So So-kyeong
- Victoria Song, lid van de meisjespopgroep F(x)
- Wang Fei Fei, lid van de meisjespopgroep Miss A
- Zhang Liyin, popzanger met SM Entertainment